# كأس النرويج 1927
كأس النرويج 1927 (بالنرويجية: Norgesmesterskapet i fotball for menn 1927)‏ هو الموسم 26 من كأس النرويج. أشرف على تنظيمه اتحاد النرويج لكرة القدم، وكان عدد الأندية المشاركة فيه 117، وفاز فيه أورن هورتن ‏.